# Pływanie na Letnich Igrzyskach Olimpijskich 1972 – 100 m stylem klasycznym mężczyzn
100 m stylem klasycznym mężczyzn – jedna z konkurencji pływackich rozgrywanych podczas XX Igrzysk Olimpijskich w Monachium. Eliminacje i półfinały odbyły się 29 sierpnia, a finał 30 sierpnia 1972 roku.
Złoty medal zdobył Japończyk Nobutaka Taguchi, ustanawiając czasem 1:04,94 nowy rekord świata. Pozostałe miejsca na podium zajęli Amerykanie: srebro wywalczył Tom Bruce, który poprawił rekord Ameryki wynikiem 1:05,43, a brąz otrzymał John Hencken (1:05,61).
Dzień wcześniej, w eliminacjach rekord olimpijski ustanowił Amerykanin Mark Chatfield. W pierwszym półfinale John Hencken pobił rekord świata (1:05,68), który kilka minut później został poprawiony przez Nobutakę Taguchiego (1:05,13).

## Rekordy
Przed zawodami rekord świata i rekord olimpijski wyglądały następująco:
| Rekord            | Zawodnik       | Czas   | Miejsce   | Data                 |       |
| ----------------- | -------------- | ------ | --------- | -------------------- | ----- |
| Rekord świata     | Nikołaj Pankin | 1:05,8 | Magdeburg | 20 kwietnia 1969     | [ 1 ] |
| Rekord olimpijski | Don McKenzie   | 1:07,7 | Meksyk    | 19 października 1968 | [ 2 ] |

W trakcie zawodów ustanowiono następujące rekordy:
| Data        | Etap konkurencji      | Zawodnik         | Czas    | Rekord |
| ----------- | --------------------- | ---------------- | ------- | ------ |
| 29 sierpnia | wyścig eliminacyjny 1 | Mark Chatfield   | 1:05,89 | OR     |
| 29 sierpnia | półfinał 1            | John Hencken     | 1:05,68 | WR     |
| 29 sierpnia | półfinał 2            | Nobutaka Taguchi | 1:05,13 | WR     |
| 30 sierpnia | finał                 | Nobutaka Taguchi | 1:04,94 | WR     |

## Wyniki

### Eliminacje
| Miejsce | Wyścig | Zawodnik              | Państwo           | Czas    | Uwagi |
| ------- | ------ | --------------------- | ----------------- | ------- | ----- |
| 1.      | 1      | Mark Chatfield        | Stany Zjednoczone | 1:05,89 | Q,    |
| 2.      | 5      | John Hencken          | Stany Zjednoczone | 1:05,96 | Q     |
| 3.      | 4      | Nobutaka Taguchi      | Japonia           | 1:06,07 | Q     |
| 4.      | 4      | José Fiolo            | Brazylia          | 1:06,23 | Q     |
| 5.      | 3      | David Wilkie          | Wielka Brytania   | 1:06,35 | Q     |
| 6.      | 3      | Tom Bruce             | Stany Zjednoczone | 1:06,45 | Q     |
| 7.      | 6      | Walter Kusch          | RFN               | 1:06,95 | Q     |
| 8.      | 1      | Bill Mahony           | Kanada            | 1:07,14 | Q     |
| 9.      | 2      | Nikołaj Pankin        | ZSRR              | 1:07,31 | Q     |
| 10.     | 3      | Klaus Katzur          | NRD               | 1:07,36 | Q     |
| 11.     | 3      | Władimir Kosinski     | ZSRR              | 1:07,39 | Q     |
| 12.     | 1      | Bernard Combet        | Francja           | 1:08,08 | Q     |
| 13.     | 6      | Wiktor Stulikow       | ZSRR              | 1:08,18 | Q     |
| 14.     | 2      | Robert Stoddart       | Kanada            | 1:08,44 | Q     |
| 15.     | 5      | Roger-Philippe Menu   | Francja           | 1:08,63 | Q     |
| 16.     | 4      | Rainer Hradetzky      | NRD               | 1:08,67 | Q     |
| 17.     | 5      | Mike Whitaker         | Kanada            | 1:08,86 |       |
| 18.     | 6      | Michael Günther       | RFN               | 1:08,93 |       |
| 19.     | 5      | Felipe Muñoz          | Meksyk            | 1:08,95 |       |
| 20.     | 1      | Paul Jarvie           | Australia         | 1:09,26 |       |
| 21.     | 3      | Amman Jalmaani        | Filipiny          | 1:09,28 |       |
| 22.     | 2      | Malcolm O'Connell     | Wielka Brytania   | 1:09,33 |       |
| 23.     | 5      | Pedro Balcells        | Hiszpania         | 1:09,37 |       |
| 24.     | 6      | Osvaldo Boretto       | Argentyna         | 1:09,64 |       |
| 25.     | 2      | Sándor Szabó          | Węgry             | 1:09,68 |       |
| 26.     | 4      | Liam Ball             | Irlandia          | 1:09,68 |       |
| 27.     | 3      | Steffen Kriechbaum    | Austria           | 1:09,87 |       |
| 28.     | 6      | János Tóth            | Węgry             | 1:10,02 |       |
| 29.     | 4      | Andreas Hellmann      | RFN               | 1:10,13 |       |
| 30.     | 2      | Gustavo Salcedo       | Meksyk            | 1:10,17 |       |
| 31.     | 2      | Jean-Pierre Dubey     | Szwajcaria        | 1:10,31 |       |
| 32.     | 6      | Angeł Czakyrow        | Bułgaria          | 1:10,34 |       |
| 33.     | 2      | Cezary Śmiglak        | Polska            | 1:10,53 |       |
| 34.     | 1      | Sokhon Yi             | Kambodża          | 1:11,00 |       |
| 35.     | 6      | Paul Naisby           | Wielka Brytania   | 1:11,05 |       |
| 36.     | 6      | Guðjón Guðmundsson    | Islandia          | 1:11,11 |       |
| 37.     | 4      | Karl Christian Koch   | Dania             | 1:11,27 |       |
| 38.     | 5      | Alfredo Hunger        | Peru              | 1:11,44 |       |
| 39.     | 1      | Edmondo Mingione      | Włochy            | 1:11,75 |       |
| 40.     | 5      | Theodoros Koutoumanis | Grecja            | 1:12,05 |       |
| 41.     | 5      | Rudi Vingerhoets      | Belgia            | 1:12,59 |       |
| 42.     | 1      | Morkal Faruk          | Turcja            | 1:13,86 |       |
| 43.     | 4      | Piero Ferracuti       | Salwador          | 1:16,74 |       |
| 44.     | 3      | Bruno Bassoul         | Liban             | 1:19,94 |       |

### Półfinały

#### Półfinał 1
| Miejsce | Zawodnik         | Państwo           | Czas    | Uwagi |
| ------- | ---------------- | ----------------- | ------- | ----- |
| 1.      | John Hencken     | Stany Zjednoczone | 1:05,68 | Q,    |
| 2.      | José Fiolo       | Brazylia          | 1:05,99 | Q     |
| 3.      | Tom Bruce        | Stany Zjednoczone | 1:06,05 | Q     |
| 4.      | Klaus Katzur     | NRD               | 1:06,82 |       |
| 5.      | Bill Mahony      | Kanada            | 1:07,06 |       |
| 6.      | Bernard Combet   | Francja           | 1:07,76 |       |
| 7.      | Robert Stoddart  | Kanada            | 1:08,61 |       |
| 8.      | Rainer Hradetzky | NRD               | 1:09,49 |       |

#### Półfinał 2
| Miejsce | Zawodnik            | Państwo           | Czas    | Uwagi |
| ------- | ------------------- | ----------------- | ------- | ----- |
| 1.      | Nobutaka Taguchi    | Japonia           | 1:05,13 | Q,    |
| 2.      | Walter Kusch        | RFN               | 1:05,78 | Q,    |
| 3.      | Nikołaj Pankin      | ZSRR              | 1:06,08 | Q     |
| 4.      | Mark Chatfield      | Stany Zjednoczone | 1:06,08 | Q     |
| 5.      | David Wilkie        | Wielka Brytania   | 1:06,25 | Q     |
| 6.      | Wiktor Stulikow     | ZSRR              | 1:06,66 |       |
| 7.      | Władimir Kosinski   | ZSRR              | 1:07,08 |       |
| 8.      | Roger-Philippe Menu | Francja           | 1:07,75 |       |

### Finał
| Miejsce | Zawodnik         | Państwo           | Czas    | Uwagi |
| ------- | ---------------- | ----------------- | ------- | ----- |
| 1. !    | Nobutaka Taguchi | Japonia           | 1:04,94 | WR    |
| 2. !    | Tom Bruce        | Stany Zjednoczone | 1:05,43 | AM    |
| 3. !    | John Hencken     | Stany Zjednoczone | 1:05,61 |       |
| 4.      | Mark Chatfield   | Stany Zjednoczone | 1:06,01 |       |
| 5.      | Walter Kusch     | RFN               | 1:06,23 |       |
| 6.      | José Fiolo       | Brazylia          | 1:06,24 |       |
| 7.      | Nikołaj Pankin   | ZSRR              | 1:06,36 |       |
| 8.      | David Wilkie     | Wielka Brytania   | 1:06,52 |       |